# هيو هيوز (قاضي صلح)
هيو هيوز (بالإنجليزية: Hugh Hughes)‏ (و. 1824 – 1898 م) هو قاضي صلح ‏ من ويلز، والمملكة المتحدة لبريطانيا العظمى وأيرلندا، ولد في أنغلزي، توفي عن عمر يناهز 74 عاماً.